# Fabian Wiede
Fabian Wiede (Bad Belzig, 8 febbraio 1994) è un pallamanista tedesco.

## Carriera
Nel 2016 vince i campionati europei di pallamano con la nazionale tedesca.